# Таун-Крік (Алабама)
Таун-Крік (англ. Town Creek) — місто (англ. town) в США, в окрузі Лоуренс штату Алабама. Населення — 1052 особи (2020).

## Географія
Таун-Крік розташований за координатами 34°40′17″ пн. ш. 87°24′28″ зх. д. / 34.67139° пн. ш. 87.40778° зх. д. (34.671301, -87.407763). За даними Бюро перепису населення США в 2010 році місто мало площу 6,95 км², з яких 6,94 км² — суходіл та 0,01 км² — водойми.

## Демографія
Згідно з переписом 2010 року, у місті мешкало 1100 осіб у 449 домогосподарствах у складі 304 родин. Густота населення становила 158 осіб/км². Було 512 помешкання (74/км²).
Расовий склад населення:
| - 52,4 % — білих - 36,0 % — чорних або афроамериканців - 2,1 % — корінних американців - 0,1 % — азіатів - 4,4 % — осіб інших рас |

До двох чи більше рас належало 5,1 %. Частка іспаномовних становила 6,5 % від усіх жителів.
За віковим діапазоном населення розподілялося таким чином: 27,6 % — особи молодші 18 років, 59,2 % — особи у віці 18—64 років, 13,2 % — особи у віці 65 років та старші. Медіана віку мешканця становила 37,1 року. На 100 осіб жіночої статі у місті припадало 84,3 чоловіків; на 100 жінок у віці від 18 років та старших — 82,6 чоловіків також старших 18 років.
Середній дохід на одне домашнє господарство становив 40 922 долари США (медіана — 28 382), а середній дохід на одну сім'ю — 51 268 доларів (медіана — 38 250). За межею бідності перебувало 29,6 % осіб, у тому числі 40,9 % дітей у віці до 18 років та 0,0 % осіб у віці 65 років та старших.
Цивільне працевлаштоване населення становило 377 осіб. Основні галузі зайнятості: виробництво — 33,2 %, освіта, охорона здоров'я та соціальна допомога — 25,2 %, роздрібна торгівля — 10,9 %, будівництво — 10,9 %.